# 聖卡耶塔諾 (昆迪納馬卡省)

聖卡耶塔諾是哥倫比亞的城鎮，位於該國中部，由昆迪納馬卡省負責管轄，距離首府波哥大134公里，始建於1883年，面積304平方公里，海拔高度2,306米，2005年人口5,139。
5°18′15″N 74°04′23″W / 5.30417°N 74.0731°W